# Чукисакская революция
Чукисакская революция, также известная как Ла-Платская революция — народное восстание, происходившее 25 и 26 мая 1809 года в городе Ла-Плата (ныне Сукре, Боливия), принадлежавшем вице-королевству Рио-де-ла-Плата. Революционные слушатели трибунала Королевской аудиенсии в Сукре при поддержке профессорско-преподавательского состава Университета Святого Франциска Ксаверия и партизанских групп сторонников независимости свергли губернатора и сформировали хунту. Революция известна в Боливии как «Первый крик свободы» (испанский: Primer grito libertario), что означает первый этап войн за независимость испанских колоний в Америке. Уровень враждебности по отношению к испанской короне и новости как от Американской революции, так и от Французской революции заставили историков спорить о том, является ли такое описание точным. Однако в отчетах это описывается как первый шаг к свободе в Латинской Америке против испанской короны.

## Причины
Даже по прошествии почти 30 лет, революции коренных народов во главе с Тупаком Амару II и Томасом Катари и их жестокие репрессии все еще помнили. Революции происходили от юга современной Колумбии до севера современных Аргентины и Чили.
Повлияла также и большая озабоченность недавними событиями в Испании, где французские войска во главе с Наполеоном вторглись во многие районы страны, захватили в плен испанского короля Фердинанда VII и заменили его братом Наполеона Жозефом Бонапартом. Без власти короля, возглавляющего их, испанское сопротивление создало правительственные хунты.

## События
Известие о падении власти Фердинанда VII в Испании вызвало большую озабоченность в городе и Университете Чукисаки, где разгорелись дебаты о легитимности правительства. Бернардо де Монтеагудо высказал идею, которая способствовала самоопределению, которая позже будет известна как «Силлогизм Чукисаки»:
Последуем ли мы судьбе Испании или будем сопротивляться на американском континенте? Индии — это личные владения короля Испании. Королю мешают править. Следовательно, Индии должны управляться сами.
Хунта, изначально лояльная королю Испании Фердинанду VII, была оправдана подозрением в том, что Гарсиа Леон де Писарро планировал передать страну принцессе Карлоте Хоакине, жене принца-регента Хуана, но с самого начала революция послужила основой для действий сторонников независимости, которые распространили восстание на Ла-Пас, где 16 июля была сформирована Хунта Туитива («хунта защиты»). Она порвала как с властью в Испании, так и с вице-королевством Рио-де-ла-Плата. После того, как второе, более радикальное восстание было жестоко подавлено армией, посланной вице-королем Бальтазаром Идальго де Сиснеросом, движение в Чукисаке потеряло всякую внешнюю поддержку. Она, наконец, закончилась в октябре, когда вице-король Хосе Фернандо де Абаскаль направил войска из Лимы.

## Историография
Революция в Чукисаке не имела целью свергнуть власть Испании, но революция в Ла-Пасе открыто провозгласила независимость. Сегодня историки расходятся во мнениях относительно того, была ли революция в Чукисаке мотивирована стремлением к независимости или это был просто спор между сторонниками Фердинанда VII и Карлоты. Следовательно, существуют разногласия по поводу того, была ли первая революция, провозгласившая независимость в Испанской Америке, в Чукисаке или в Ла-Пасе. Исследователи Хуан Рейес и Дженовева Лоза поддерживают последнее, утверждая, что в Чукисаке сохранялась испанская система правления, которая не поддерживала революцию в Ла-Пасе. Другие, такие как Шарль Арнаде, Теодосио Иманья, Габриэль Рене Морено и Фелипе Пинья, однако, утверждают, что революция в Чукисаке поддерживала независимость и приводила в качестве своей основной основы политико-философскую концепцию «Силлогизма Чукисаки», которая предлагала самоопределение. Другие историки считают, что первый «крик свободы» прозвучал в Эквадоре, а не в Боливии, из-за восстания, произошедшего в Кито в августе 1809 года.